# Henry William Bristow
Henry William Bristow (17 de mayo de 1817 - 14 de junio de 1889) fue un geólogo, y naturalista inglés. Era hijo del Mayor-General H. Bristow, quien sirvió en la Guerra de la Independencia Española. Fue educado en el King's College de Londres, bajo la tutela de John Phillips, y posteriormente profesor de geología.
En 1842 fue contratado como geólogo asistente en la British Geological Survey, y en ese servicio permaneció por 46 años, convirtiéndose en director para Inglaterra y Gales en 1872, y retirándose en 1888. Fue elegido F.R.S. en 1862. Murió en Londres. Sus publicaciones incluyen A Glossary of Mineralogy (1861, en línea) y The geology of the Isle of Wight (1862, en línea).

## Otras obras
- louis Simonin, henry w. Bristow. 1869. Underground life: or, Mines and miners. Editor Chapman & Hall, xix + 527 pp.en línea

- louis Figuier, henry w. Bristow. 1867. The world before the deluge. Editor D. Appleton & Co. viii + 457 pp.en línea

- andrew c. Ramsay, henry w. Bristow, hilary Bauerman, archibald Geikie. 1865. A descriptive catalogue of the rock specimens in the Museum of Practical Geology: with explanatory notices of their nature and mode of occurrence in place. 3ª edición de Eyre & Spottiswoode for H.M.S.O. xlix + 382 pp.en línea

- La abreviatura «Bristow» se emplea para indicar a Henry William Bristow como autoridad en la descripción y clasificación científica de los vegetales.[1]

## Fuente
- Desmond, R. 1994. Dictionary of British & Irish Botanists & Horticulturists includins Plant Collectors, Flower Painters & Garden Designers. Taylor & Francis & The Natural History Museum, Londres